# 薩萊諾親王利奧波多王子
那不勒斯和西西里的利奧波多（義大利語：Leopoldo di Borbone-Napoli，1790年7月2日—1851年3月10日），薩萊諾親王，兩西西里國王費迪南多一世的第六子（五個哥哥中只有法蘭西斯科存活，因此形同次子）。

## 家庭
1816年，利奧波多與外甥女瑪麗亞·克萊曼汀結婚。她的父親是奧地利皇帝法蘭茲一世，母親是利奧波多的姐姐瑪麗亞·特蕾莎。兩人的獨女瑪麗亞·卡羅琳娜於1822年出生。